# 奥桑 (阿热莱斯加佐斯特区)
奥桑（法語：Ossen，法語發音：[ɔsɛ̃]）是法国上比利牛斯省的一个市镇，位于该省西部，属于阿热莱斯加佐斯特区。

## 地理
奥桑（43°4'14"N, 0°4'0"W）面积6.91 平方千米，位于法国奧克西塔尼大區上比利牛斯省，该省份为法国西南部内陆省份，北至热尔省，西接大西洋比利牛斯省，南与西班牙接壤，东临上加龙省。
与奥桑接壤的市镇（或旧市镇、城区）包括：盧爾德、阿戈斯-维达洛斯、拉沃当地区阿斯潘、乌祖、塞居斯、维热。

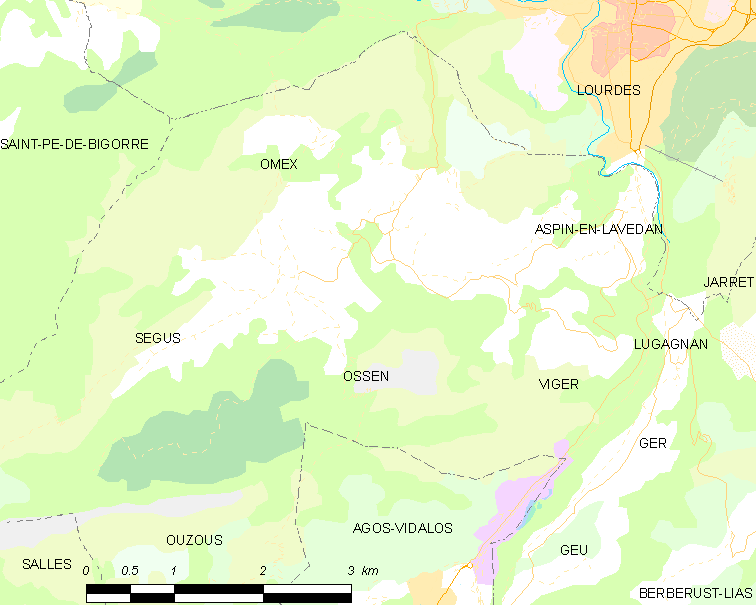
的OSM定位图

奥桑的时区为UTC+01:00、UTC+02:00（夏令时）。

## 行政
奥桑的邮政编码为65100，INSEE市镇编码为65343。

## 政治
奥桑所属的省级选区为卢尔德第一县。

## 人口

1962-2008年间人口变化图示

奥桑于2022年1月1日时的人口数量为233人。